# غوستاف فورتوانغلر
غوستاف هاينريش إرنست مارتن فيلهلم فورتوانغلر، (25 يناير 1886 - 30 نوفمبر 1954)، قائد أوركسترا وملحن ألماني. يُنظر إليه على نطاق واسع على أنه أحد أعظم القادة السمفونيين والأوبراليين في القرن العشرين. كان له تأثير كبير على العديد من قادة الفرق الموسيقية في لاحقًا، وغالبًا ما يُذكر اسمه عند مناقشة وتفسير أساليبهم.
كان فورتوانغلر قائدًا رئيسيًا لأوركسترا برلين بين عامي 1922 و1945، ومن 1952 حتى 1954. وكان أيضًا قائدًا رئيسيًا لأوركسترا غيواندهاوس (1922-1926)، وكان قائدًا ضيفًا لأوركسترا كبرى أخرى بما في ذلك أوركسترا فيينا.
ظلّ فورتفينغلير قائدًا موسيقيًا متصدرًا في ألمانيا خلال فترة استلام النظام النازي للحكم، على الرغم من أنه ليس من أتباع النازية. وبالرغم من معارضته العلنية والواضحة لمعاداة السامية وانتشار الرمزية النازية في كل مكان، فإن النظام النازي لم يحاول قمعه أو ملاحقته، بسبب إصرار جوزيف غويبلز على أن هذا الموقف سيعمل لصالح النازيين في الحرب الدعائية. تسبب هذا الأمر في خلق موضع نقاش دائم، حول إلى أي مدى منح وجود فورتفينغلير بالرغم من كونه معارض في تلك الفترة، هيبة وسمعة جيدة لألمانيا النازية.

## الحياة والمهنة
وُلد فيلهلم فورتفنغلر في شونبيرغ (الآن حي في برلين) لعائلة بارزة. كان والده أدولف عالم آثار، ووالدته رسامة. قضى معظم طفولته في ميونيخ، حيث كان والده يدرس في جامعة لودفيغ ماكسيميليان بالمدينة. تلقى تعليمًا موسيقيًا في سن مبكرة، وطور حبًا مبكرًا لودفيغ فان بيتهوفن، الملحن الذي ظل مرتبطًا بأعماله ارتباطًا وثيقًا طوال حياته.
على الرغم من أن فورتفنغلر حقق الشهرة بشكل رئيسي من قيادته للأوركسترا، إلا أنه اعتبر نفسه في المقام الأول ملحنًا. بدأ الإجراءات من أجل أداء أعماله الخاصة. في سن العشرين، قام بتأليف العديد من الأعمال. ومع ذلك، لم يكن لهم صدى جيد، بالإضافة إلى عدم الأمان المالي في مهنته كملحن، دفعه إلى التركيز على إجراء الموسيقى. ظهر لأول مرة مع أوركسترا كايم (الآن أوركسترا ميونيخ) في السيمفونية التاسعة لأنطون بروكنر. بعد ذلك شغل مناصب قيادية في ميونيخ وستراسبورغ ولوبيك ومانهايم وفرانكفورت وفيينا.
عندما كان فورتفنغلر طفلًا، أقام أحيانًا مع جدته في مانهايم. التقى من خلال عائلتها آل غيسمار، وهي عائلة يهودية كانت تقود المحامين والموسيقيين الهواة في المدينة. كتبت بيرتا غيسمار، لقد أصبح فورتفنغلر بارعًا في [التزلج] لدرجة أنه حقق مهارة احترافية تقريبًا ... كانت كل رياضة تقريبًا تروق له: لقد أحبَّ التنس والإبحار والسباحة ... لقد كان فارسًا جيدًا ... كما كان متسلقًا قويًا للجبال ومتنزهًا.
أصبحت بيرتا غيسمار فيما بعد سكرتيرته ومديرة أعماله في مانهايم وبعد ذلك في برلين، حتى أُجبرت على مغادرة ألمانيا في عام 1935. من عام 1921 فصاعدًا، شاركت فورتوانغلر العطلات في إنجادين مع بيرتا ووالدتها. في عام 1924 اشترى منزلًا هناك. بعد أن تزوج، كان المنزل مفتوحًا لدائرة واسعة من الأصدقاء.
في عام 1920 عُيّن قائدًا لأوركسترا برلين خلفًا لريتشارد شتراوس. في يناير 1922، بعد الموت المفاجئ لآرثر نيكيش، عُيّن في لايبزيغ غيواندهاوس. بعد ذلك بوقت قصير عُيّن في أوركسترا برلين الفيلهارمونية المرموقة، مرة أخرى خلفًا لنيكيش. ظهر فورتفنغلر لأول مرة في لندن في عام 1924، واستمر في الظهور هناك قبل اندلاع الحرب العالمية الثانية في وقت متأخر من عام 1938، عندما قاد أوركسترا ريتشارد فاغنر. (أجرى فورتفنغلر لاحقًا في لندن عدة مرات بين 1948 و1954). في عام 1925 ظهر كقائد ضيف لأوركسترا نيويورك الفيلهارمونية، وقام بزيارات عائدة في العامين التاليين.
في يناير 1945، هرب فورتوانغلر إلى سويسرا. كان خلال هذه الفترة أنه أكمل ما يعتبر أهم تأليف له، السمفونية رقم 2. قُدّمت لأول مرة في عام 1948 من قبل أوركسترا برلين الفيلهارمونية تحت إشراف فورتفنغلر.
بعد الحرب، استأنف العمل والتسجيل، وظل مشهورًا في أوروبا، على الرغم من أن أفعاله في الثلاثينيات والأربعينيات كانت موضع انتقادات مستمرة. توفي عام 1954 في إبرشتاينبرغ بالقرب من بادن. توفيت زوجته الثانية إليزابيث عام 2013 عن عمر يناهز 103.

### ألمانيا النازية
كانت علاقة فورتوانغلر ومواقفه تجاه أدولف هتلر والحزب النازي موضع جدل كبير.

#### العلاقة مع النازيين
انتقد فورتوانغلر بشدة تعيين هتلر مستشارًا لألمانيا، وكان مقتنعًا بأن هتلر لن يبقى في السلطة لفترة طويلة. كان قد قال عن هتلر في عام 1932: لن يصل هذا البارع المتجول إلى أي مكان في ألمانيا أبدًا.
عندما زادت ألمانيا النازية من اضطهاد اليهود، أجبر الموسيقيون اليهود على ترك العمل وبدأوا في مغادرة ألمانيا. أدرك النازيون أن فورتوانغلر كان معارضًا للسياسات وقد يقرر أيضًا السفر إلى الخارج، لذلك ألغيت أوركسترا برلين الفيلهارمونية، التي وظفت العديد من اليهود، من هذه السياسات. في عام 1933، عندما فُصل برونو والتر من منصبه كقائد رئيسي لأوركسترا لايبزيغ جيواندهاوس، طلب النازيون من فورتفنغلر أن يحل محله في جولة دولية.  كان هدفهم أن يظهروا للعالم أن ألمانيا ليست بحاجة إلى موسيقيين يهود. رفض فورتوانغلر، وكان ريتشارد شتراوس هو الذي حل محل والتر.
كما ذكر المؤرخ ف. بريبيرغ، أثبتت هذه الرسالة أنه إذا كان لمفاهيم الأمة والوطنية معنى عميق بالنسبة له: فمن الواضح أن العرق لا يعني شيئًا بالنسبة له. في يونيو 1933، من أجل نص كان من المقرر أن يكون أساسًا للمناقشة مع غيابليس، ذهب فورتفنغلر إلى أبعد من ذلك، حيث كتب، المسألة اليهودية في المجالات الموسيقية: عرق من الناس اللامعين!، وهدد بأنه إذا امتدت المقاطعات ضد اليهود لتشمل الأنشطة الفنية، فسوف يستقيل على الفور من جميع مناصبه، وخلص إلى أنه بأي حال من الأحوال سيكون الاستمرار في إقامة الحفلات الموسيقية مستحيلًا بدون [اليهود].
بسبب مكانته البارزة، أثارت المعارضة العامة لـ فورتفنغلر ردود فعل متباينة من القيادة النازية.  رغب هاينريش هيملر في إرسال فورتوانغلر إلى معسكر اعتقال. أمر جوبلز وغورينغ إدارتهما بالاستماع إلى طلبات فورتوانغلر وإعطائه الانطباع بأنهم سيفعلون ما طلبه. قاده ذلك إلى الاعتقاد بأنه كان لديه بعض التأثير الإيجابي لوقف السياسة العنصرية. قام بعد ذلك بدعوة العديد من الفنانين اليهود والمعادين للفاشية (مثل يهودي مينوهين، وأرتور شنابل، وبابلو كاسالس) لتقديم عروض منفردة في موسمه 1933/1934 لكنهم رفضوا القدوم إلى ألمانيا النازية. دعا فورتفنغلر لاحقًا الموسيقيين اليهود من فرقته الموسيقية ليعملوا كعازفين منفردين.
في عام 1933، التقى فورتفنغلر بهتلر في محاولة لوقف السياسة الجديدة المعادية للسامية في مجال الموسيقى. كان قد أعد قائمة بالموسيقيين اليهود المهمين: من بينهم الملحن أرنولد شوينبيرغ، وعازف الموسيقى كيرت ساكس، وعازف الكمان كارل فليش، وأعضاء يهود من أوركسترا برلين الموسيقية. لم يستمع هتلر إلى فورتفنغلر، الذي فقد صبره، وأصبح الاجتماع عبارة عن صراخ. كتبت بيرتا غيسمار، بعد أن أخبرني الجمهور أنه يعرف الآن ما وراء إجراءات هتلر الضيقة الأفق. هذه ليست معاداة السامية فحسب، بل رفض أي شكل من أشكال الفكر الفلسفي الفني، ورفض أي شكل من أشكال الحرية.